# Zhinü

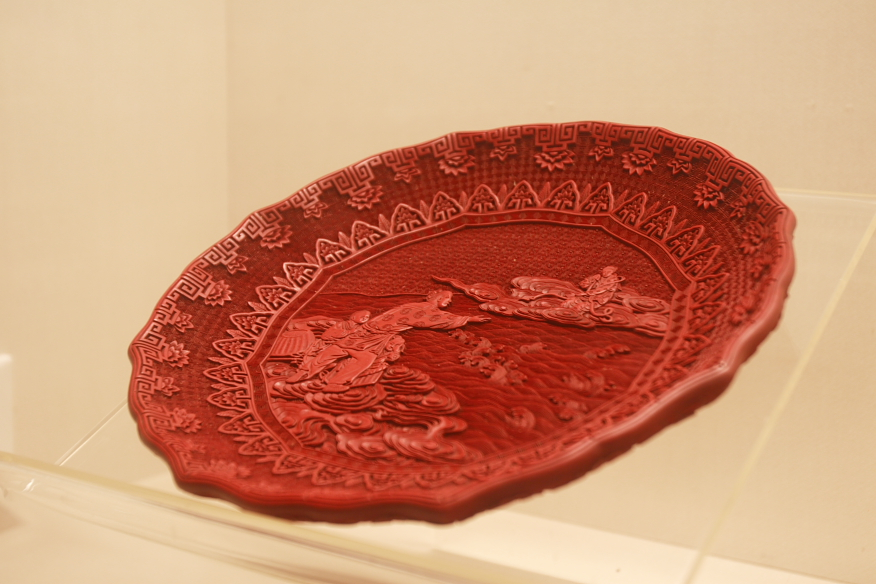
Zhinü i Niulang na paterze z czasów dynastii Qing

Zhinü (dosł. Tkaczka) – postać z chińskich mitów ludowych, bohaterka opowieści o Tkaczce i Pasterzu, identyfikowana z gwiazdą Wega w gwiazdozbiorze Lutni. 

## Opowieść o Tkaczce i Pasterzu
Zgodnie z legendą Zhinü była córką cesarza niebios i mieszkała na wschodnim krańcu Drogi Mlecznej, gdzie tkała na krosnach "szaty dla nieba", tj. obłoki. Miała sześć sióstr, była jednak spośród nich najzdolniejsza i najbardziej pracowita. Na ziemi tymczasem żył człowiek imieniem Niulang. Wcześnie stracił rodziców i wychowywał się u brata; źle przez niego traktowany wziął ze sobą wołu i udał się w niezamieszkane rejony. Tam osiadł i samotnie uprawiał ziemię. Pewnego dnia wół odezwał się ludzkim głosem do Niulanga i oznajmił mu, że tej nocy w Srebrnej Rzece będą kąpały się niebianki; polecił mu zaczaić się nad brzegiem i zabrać szaty jednej z nich gdy ta będzie zażywała kąpieli, obiecując że odda je gdy ta zostanie jego żoną. Niulang idąc za radą zwierzęcia schował się w sitowiu i po zapadnięciu zmroku zobaczył stępującą z nieba Zhinü wraz z siostrami. Gdy niebianki zażywały kąpieli, Niulang zabrał szaty Tkaczki, a gdy ta wyszła naga z wody, oznajmił jej iż zwróci je gdy ta zgodzi się go poślubić.
Zhinü przystała na propozycję Niulanga i poślubiła go. Zamieszkali razem i doczekali się dwójki dzieci. Kilka lat później władca niebios zwrócił uwagę, iż na niebie nie pojawiają się już piękne chmury tkane przez Zhinü. Nie mogąc jej znaleźć wezwał pozostałe córki, a te opowiedziały mu co stało się niegdyś nad Srebrną Rzeką. Wysłańcy władcy odnaleźli Zhinü i zabrali ją z powrotem do nieba, oddzielając od męża i dzieci. Zrozpaczony Niulang usiłował odszukać Srebrną Rzekę i przepływając ją udać się do niebios, bogowie zabrali ją jednak między gwiazdy (w ten sposób powstała Droga Mleczna). Wówczas wół Pasterza ponownie udzielił mu rady, nakazując aby po jego śmierci ten zdarł z niego skórę i przyodział się w nią, dzięki czemu będzie się mógł wznieść w niebiosa.
Obleczony w skórę wołu Niulang udał się wraz z dziećmi w niebiosa, gdy jednak płynął po Srebrnej Rzece małżonka władcy niebios wzburzyła jej wody, nie pozwalając mu na połączenie się z Zhinü. Wówczas dzieci Zhinü i Niulanga zaczęły czerpakiem wybierać wodę ze Srebrnej Rzeki, chcąc umożliwić przejście suchą nogą. Wzruszony tym widokiem władca niebios ostatecznie zezwolił małżonkom spotykać się raz w roku, wieczorem siódmego dnia siódmego miesiąca, na moście ułożonym przez sroki (w Chinach symbol radości i dobrych wieści). 
W dniu, w którym Tkaczka i Pasterz spotykają się na moście, obchodzone jest święto Qiqiao. Mit o Tkaczce i Pasterzu ma wyjaśniać fakt, iż na tej szerokości geograficznej właśnie siódmego dnia siódmego miesiąca (według chińskiego kalendarza księżycowego) na niebie widoczne są jednocześnie obydwa gwiazdozbiory, zaś przez pozostałą część roku są one "rozdzielone" Drogą Mleczną.